# Eduardo Iturralde González
Eduardo Iturralde González (Bilbao, País Basc, 20 de febrer del 1967) és un àrbitre de futbol basc ja retirat. Iturralde González va arbitrar a la Primera Divisió entre 1995 i 2012; pertanyia al Comitè d'Àrbitres del País Basc. El 1998 va debutar com a àrbitre internacional FIFA.
La seva atípica forma de mostrar les amonestacions i la seva envestida al jugador Canales van fer que fos un dels àrbitres més coneguts de la primera divisió espanyola.

## Trajectòria
Va començar a arbitrar el 1982, i va aconseguir l'ascens a primera divisió el 1995. El seu debut es va produir el 3 de setembre de 1995 en un partit del Reial Club Esportiu Espanyol de Barcelona contra la Unió Esportiva Salamanca (1-3).
Ha participat en Mundials i Europeus de categories inferiors, ha dirigit partits de Champions League, UEFA i Intertoto, va arbitrar una final de Copa del Rei i diversos clàssics Reial Madrid Club de Futbol - Futbol Club Barcelona.
El 23 de març de 2012 anuncia la seva retirada oficial de l'arbitratge després de tenir unes desavinences amb el Comitè Tècnic d'Àrbitres, tot i que ja estava prevista la seva retirada a final d'aquella temporada. L'últim partit que va dirigir va ser el Real Betis Balompié - Reial Madrid Club de Futbol (2-3) el 10 de març de 2012, el qual no va poder acabar per una lesió, es va retirar al final del primer temps i fou substituït pel quart àrbitre Gorka Sagués Oscoz, col·legiat de Segona Divisió B.
És l'àrbitre que més partits ha dirigit a primera divisió. També té dos altres rècords: ser el col·legiat que més targetes grogues ha mostrat, 1.647, i més penals ha assenyalat, 104. A més, és el tercer àrbitre que més targetes vermelles ha mostrat en la història de la lliga espanyola, amb un total de 118 expulsions.

## Escàndol d'Armènia
Iturralde González era l'àrbitre de l'últim partit de classificació per a l'Eurocopa 2012, que enfrontava Irlanda i Armènia a l'Aviva Stadium a Dublín. Al minut 30 del partit, va expulsar el porter armeni Roman Berezovsky per tocar la pilota amb la mà fora de l'àrea, però les repeticions mostren clarament que el porter no toca la pilota amb les mans sinó amb l'espatlla, i per sorpresa el que toca la pilota amb les mans és el davanter irlandès Simon Cox en controlar la pilota davant de Roman Berezovsky. Això va obligar Armènia jugar amb 10 jugadors i un porter juvenil la resta del partit que va finalitzar amb un resultat de victòria per a Irlanda per 2-1, fent que Armènia perdés la seva primera oportunitat de classificar-se a les repesques d'una Eurocopa. La targeta vermella va ser criticada per molts mitjans i fins i tot el mateix jugador Simon Cox va admetre haver tocat la pilota amb les mans. Iturralde va rebre una pluja de crítiques i amenaces per part de l'afició armènia per ser el causant de la desqualificació d'Armènia. Dos dies després del partit la Federació de Futbol d'Armènia va enviar una protesta a la UEFA per aquest fet, fins i tot es va especular que va ser una ajuda de la UEFA a Irlanda per recompensar la passada repesca per al Mundial 2010 de Sud-àfrica que enfrontava França i Irlanda, en la qual Thierry Henry va marcar un gol amb la mà injustament Irlanda portant a la selecció francesa al Mundial.

## Premis
- Xiulet d'or de Primera Divisió (1): 2002.
- Trofeu Guruceta (1): 2002.